# Provincia Bergamo
Bergamo este o provincie în regiunea Lombardia în Italia.